# آجي بايام
آجي بايام (بالتركية: Acıpayam)‏ هي بلدة ومُديريَّة تقع في ولاية دنزلة بتركيا. تصل مساحتها إلى 1627.87 كم²، وترتفع عن سطح البحر حوالي 895 م.